# Chapelle de Moncourt
Pour les articles homonymes, voir Moncourt (homonymie).
La chapelle Saint-Gibrien de Moncourt est une chapelle située à l'emplacement du village détruit de Moncourt, sur le territoire de la commune de Sauvigny, dans le département de la Meuse et la région Lorraine.

## Géographie
Moncourt se situe à la limite entre les départements de la Meuse et des Vosges, à proximité de Clérey-la-Côte.

## Histoire
Ce village fut détruit lors de la guerre de Trente Ans, il n'en subsiste aujourd'hui que la chapelle datant du XIIIe siècle.
Bien que située en Meuse sur le territoire de Sauvigny, la chapelle fut achetée par les habitants de Clérey-la-Côte comme bien national.
Ce lieu de culte fut la demeure de nombreux ermites.

## Légende
Cette chapelle dédiée à saint Gibrien était le centre d'un important pèlerinage, saint Gibrien étant invoqué par ceux qui ont perdu un membre ou qui sont coupables d'insouciance religieuse, elle avait ainsi à son actif de nombreuses guérisons.
Il subsiste un pèlerinage chaque fête de l’Assomption.
La source qui y coule aurait des vertus contre les maladies intestinales, elle est au centre de nombreuses croyances : par exemple, si on posait un vêtement horizontalement sur la fontaine et qu'il tombait au fond, la guérison était assurée.
De nombreuses tombes mérovingiennes sembleraient se situer autour[réf. nécessaire] ainsi qu'un village mérovingien situé à la sortie de Sauvigny sous un champ mais aucune fouille n'a été effectuée à ce jour.

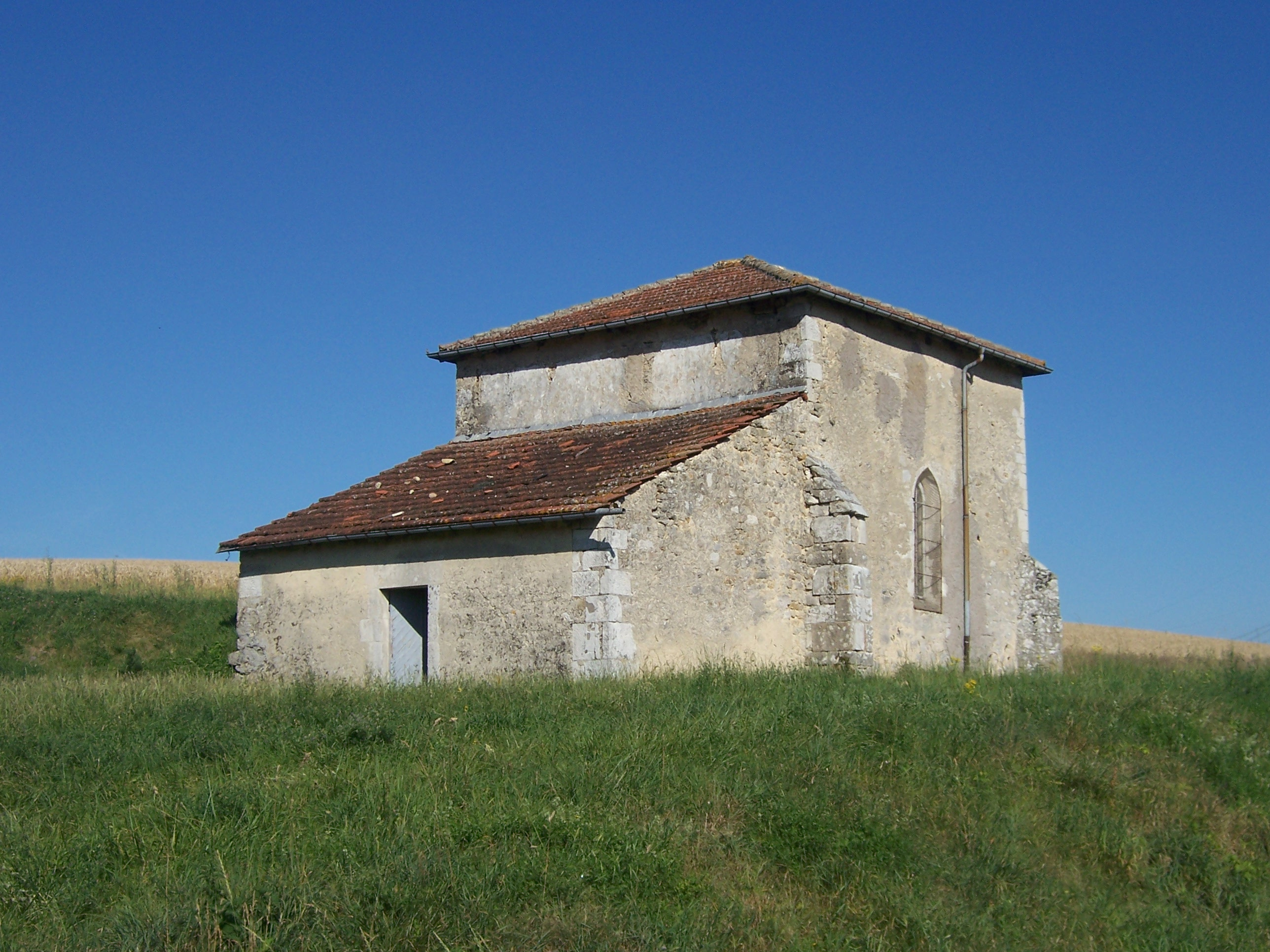
La chapelle de Moncourt
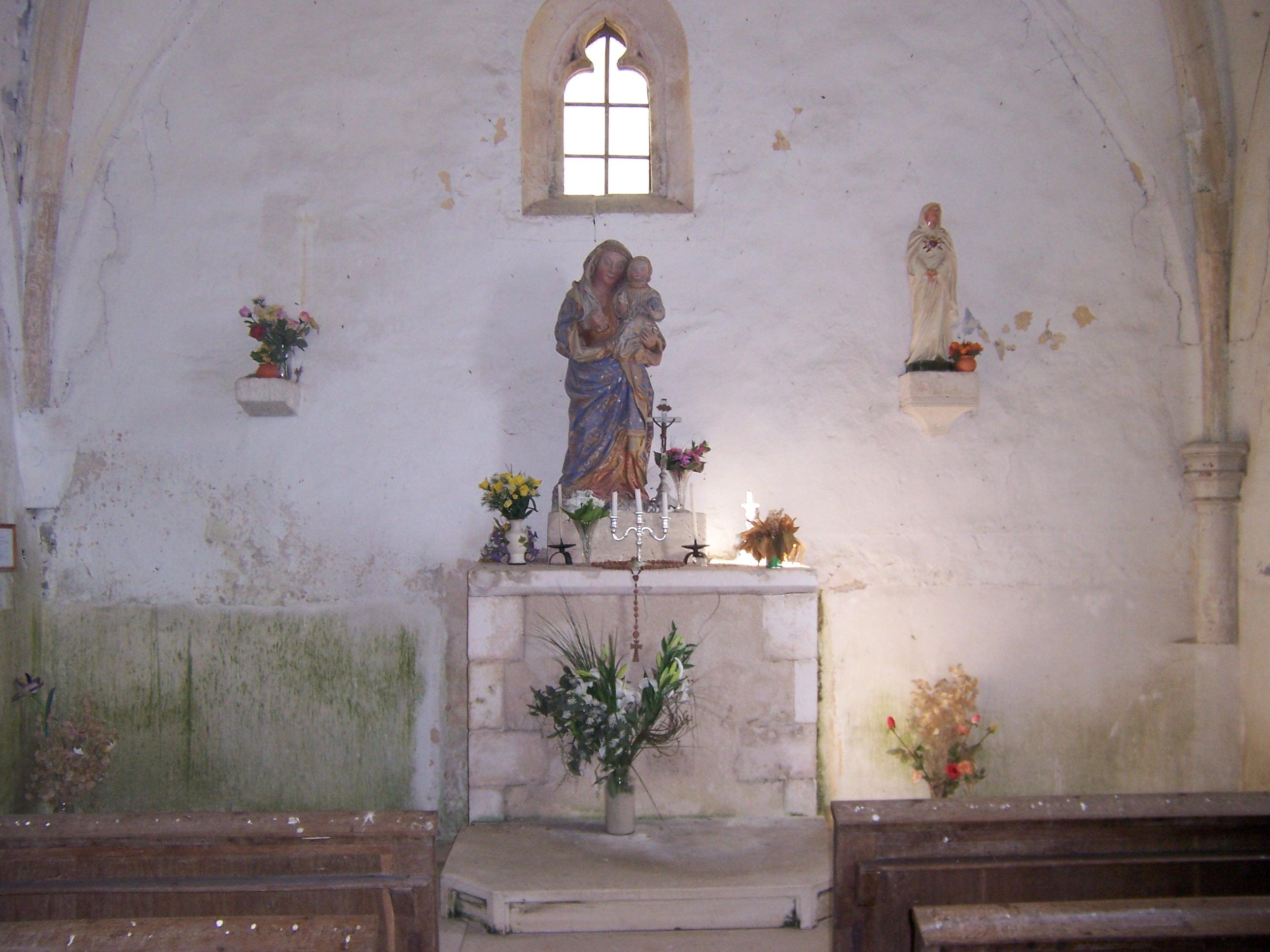
L'intérieur de la chapelle